# Scyllarus arctus
O Scyllarus arctus (Linnaeus, 1758) é um crustáceo da família Scyllaridae, aparentado com as lagostas, comum no Mediterrâneo e no leste do Atlântico Norte, incluindo as costas europeias e norte-africana, desde a Grã-Bretanha até à Mauritânia, e os arquipélagos da Macaronésia. Apresenta grandes semelhanças com o cavaco (Scyllarides latus) com o qual é por vezes confundido.

## Nomes comuns
Dá pelos seguintes nomes comuns: bruxa (não confundir com os peixes seláquios da família dos Cilídeos e dos Espinacídeos, que consigo partilham este nome), bruxinha, ferreirinha, cigarra-do-mar, santiago, cavaco-anão ou cavaquinho.

## Descrição
S. arctus atinge até 16 cm de comprimento (excluindo as antenas), apesar de serem mais comuns os espécimes com 5–10 cm de comprimento.
Tem carapaça de cor castanho-avermelhada, com zonas desprovidas de pêlos e com a orla recortada por pequenas incisões. Apresenta marcas vermelho-vivo na parte dorsal do abdómen e uma mancha castanho-escura, de bordos indefinidos, no centro de cada somito abdominal, com coloração mais acentuada na zona posterior do corpo. Os pereiópodes apresentam um anel azul escuro em torno de cada segmento. Tem antenas aplanadas com incisões bem marcadas.
S. arctus tem um dos mais pequenos genomas conhecidos na ordem Decapoda, com menos de um terço dos genes do género próximo Scyllarides.
Pode ser distinguido de Scyllarus pygmaeus, uma espécie estritamente aparentada com a qual vive simpatricamente, principalmente pelo maior tamanho, mas também pela forma do tubérculo na última esternite torácica, que é achatada no S. arctus, mas cónica em S. pygmaeus.
A distinção em relação ao cavaco (Scyllarides latus) faz-se essencialmente pelo tamanho, já que este chega a atingir até 45 cm de comprimento total (raramente visto com mais de 30 cm), mas além disso apresenta caracteres distintivos como a carapaça completamente coberta por pêlos rígidos, que lhe conferem um carácter áspero ao tacto, e cor acastanha ou castanho-amarelada com traços de púrpura nas margens do corpo carapaça, patas e antenas.

## Distribuição
As populações de S. arctus distribuem-se pelo Mediterrâneo, e pela parte nordeste do Oceano Atlântico, desde os Açores, Madeira e Canárias à costa norte-africana, estendendo-se para norte até ao Canal da Mancha. A espécie é rara a norte do Golfo da Biscaia, embora diversos espécimes tenham sido capturados nas ilhas Britânicas. S. arctus é mais raro em águas britânicas que a lula Architeuthis dux.
Até à década de 1960, S. arctus era considerada como sendo a única espécie de Scyllarus no Mediterrâneo, mas foi então descoberto que uma espécie menos conhecida, o Scyllarus pygmaeus também está presente na maior parte daquele mar.

## Ecologia
S. arctus é susceptível à infecção pelo vírus causador do white spot syndrome e é predado  por um conjunto vasto de espécies de peixes demersais.
O habitat típico da espécie são fundos entre os 4–50 m de profundidade, sobre substratos rochosos ou lodosos, especialmente em comunidades dominadas por mantos de Posidonia oceanica.
A espécie é alvo de uma pequena pescaria, mas a sua raridade e pequeno tamanho faz dela uma captura cara e comercialmente pouco atractiva.

## Sinonímia
São por vezes também designados por bruxa algumas espécies que também habitam as grutas e fendas subaquáticas da zona costeira portuguesa, nomeadamente algumas espécies do género Galathea  (Galathea strigosa  e Galathea squamifera são as mais comuns), que apresentam pinças semelhantes às dos lagostins.